# 特拉凱
特拉凱是立陶宛的一個歷史悠久的城市，位於首都維爾紐斯以西28公里，由維爾紐斯縣負責管轄，人口約6,000人。特拉凱是熱門的旅遊地點，該城市的文化特色是有不同國籍、不同民族的人去建造和保存。歷史上，這裡居住了卡拉伊姆人、韃靼人、立陶宛人、俄羅斯人、猶太人和波蘭人的社區。

## 名稱與詞源
這城鎮首次記載於文獻中是於1337年的德文編年史，書中記作Tracken。它來自立陶宛語單字「trakai」（單數詞；意思是林中空地）。波蘭立陶宛聯邦時代，此地被波蘭人稱作Troki。俄文姓氏托洛茨基（Троцкий，例如列夫·托洛茨基）即來源於此。

## 人口
大多數的特拉凱居民是立陶宛人（佔66.5%），雖然鎮內也有顯著的波蘭人少數民族（19%），以及俄羅斯人（8.87%）。另集中在karaimų街，居住了經歷六個世紀後在當地形成穩定社區的凯萊特人，有一座專門祈禱用的教堂(Kenessa)，還有自己獨特語言、信仰和傅統房舍：一層樓的木屋背對著馬路，同時開著3扇窗（據傳聞）：一扇給上帝、一扇給大公爵維陶塔斯、一扇給自己。該民系源自於14世紀末時立陶宛大公維陶塔斯擊敗金帳汗國後，從克里米亞半島所带回的383個土耳其人家族，這批被帶回者是被安置在該地充當城堡守衡，或是從事耕種、生產製造手工藝品。

## 地理

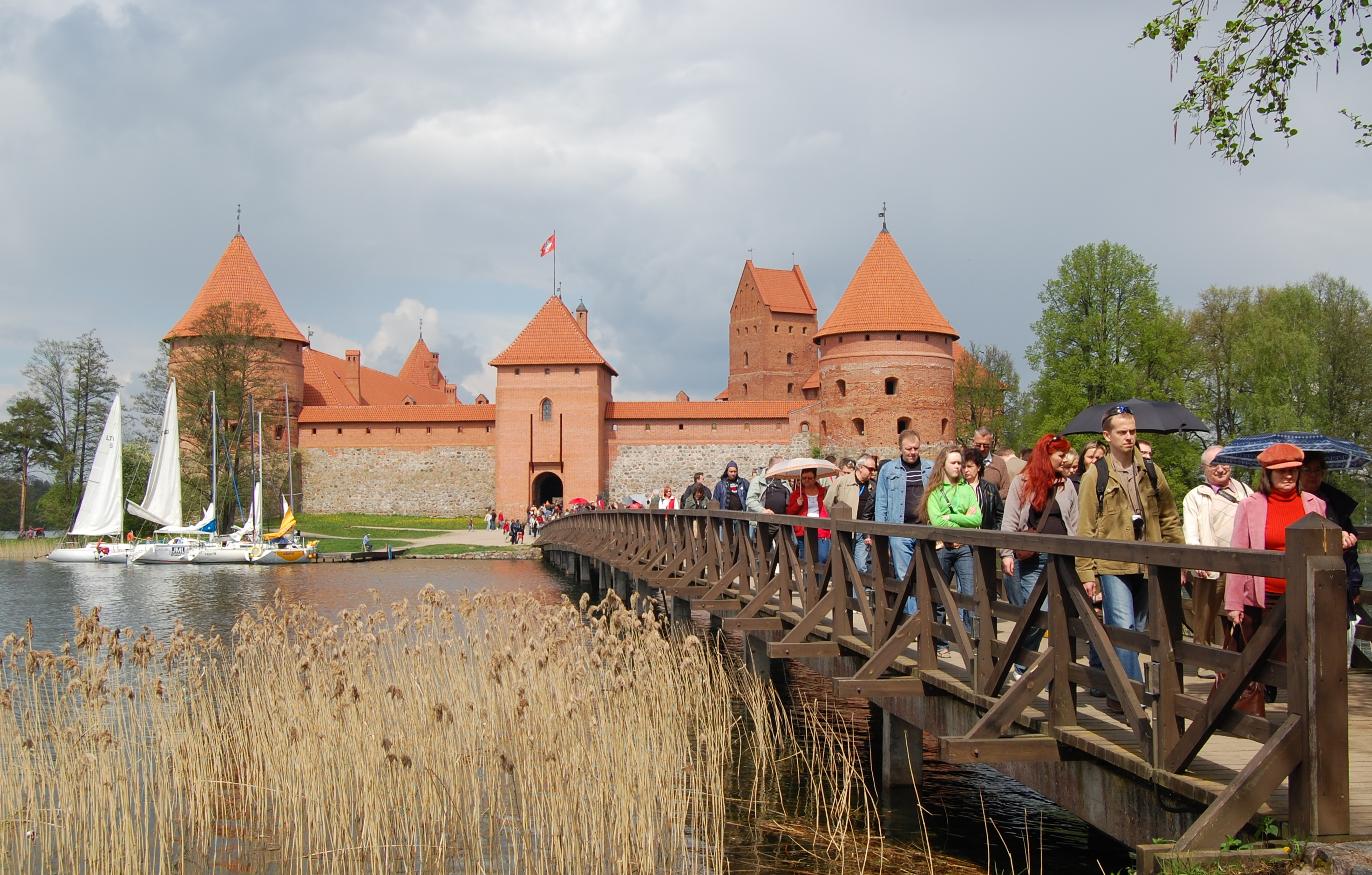
特拉凱城堡

區域內有近200個湖。當中最深的（46.7米）是格爾夫湖（Lake Galvė），有21個小島在其中。格爾夫湖覆蓋範圍有3.88平方公里，Vilkokšnis湖佔3.37平方公里，Skaistis湖佔2.96平方公里。當地範圍內可找到特拉凱歷史國家公園，以及Aukštadvaris區域公園。
特拉凱歷史國家公園於1991年4月23日設立，以保護特拉凱這個立陶宛建國中心，以及公園的真實自然風光。公園佔地82平方公里，當中34平方公里被森林覆蓋，而湖就佔了130平方公里。
Aukštadvaris區域公園於1992年設立，保留Verknė溪和Strėva溪上游的寶貴景觀。公園佔地153.5平方公里，多數面積是森林。園內有72個湖，當中最大的是Vilkokšnis湖。
特拉凱是個建於水上的城鎮。該鎮被盧卡（Luka，又名Bernardinai）、Totoriškės、格爾夫、Akmena和Gilušis湖泊所環繞。特拉凱有許多建築、文化和歷史古蹟。城堡的歷史博物館成立於1962年。夏季，島上城堡（特拉凱城堡）會舉行各種節慶和音樂會。

## 歷史

### 開端
據載在公元前4000年已有人類到此定居。現時所說的特拉凱是特拉凱新城。特拉凱的舊城（意思是「舊特拉凱」）於公元13世紀成形，而當中最早的聚居地可追溯到公元1千紀。根據傳說，立陶宛大公格迪米納斯在一次狩獵後，在當時大公國首都克爾納韋不遠處發現到美麗的湖光山色，於是在當地建造了一座城堡，定居下來。這就是舊特拉凱城堡的起源，建立城堡憑藉在地的湖泊、森林這些天然屏障成為易守難攻之地，以反抗條頓十字軍逼迫立陶宛人改變信仰，時住在這裡的韃靼人及凯萊特人都曾經協助過立陶宛人建築防禦工事。「特拉凱」在文獻中首次提及，是1337年條頓騎士團的編年史，因此該年被視為這個城鎮的正式建立時間。當格迪米納斯大公最終遷到維爾紐斯後，舊特拉凱就由他兒子科斯圖提斯繼承。這衍生出特拉凱公國，而這城也進入了最輝煌的時期。

### 黃金時代

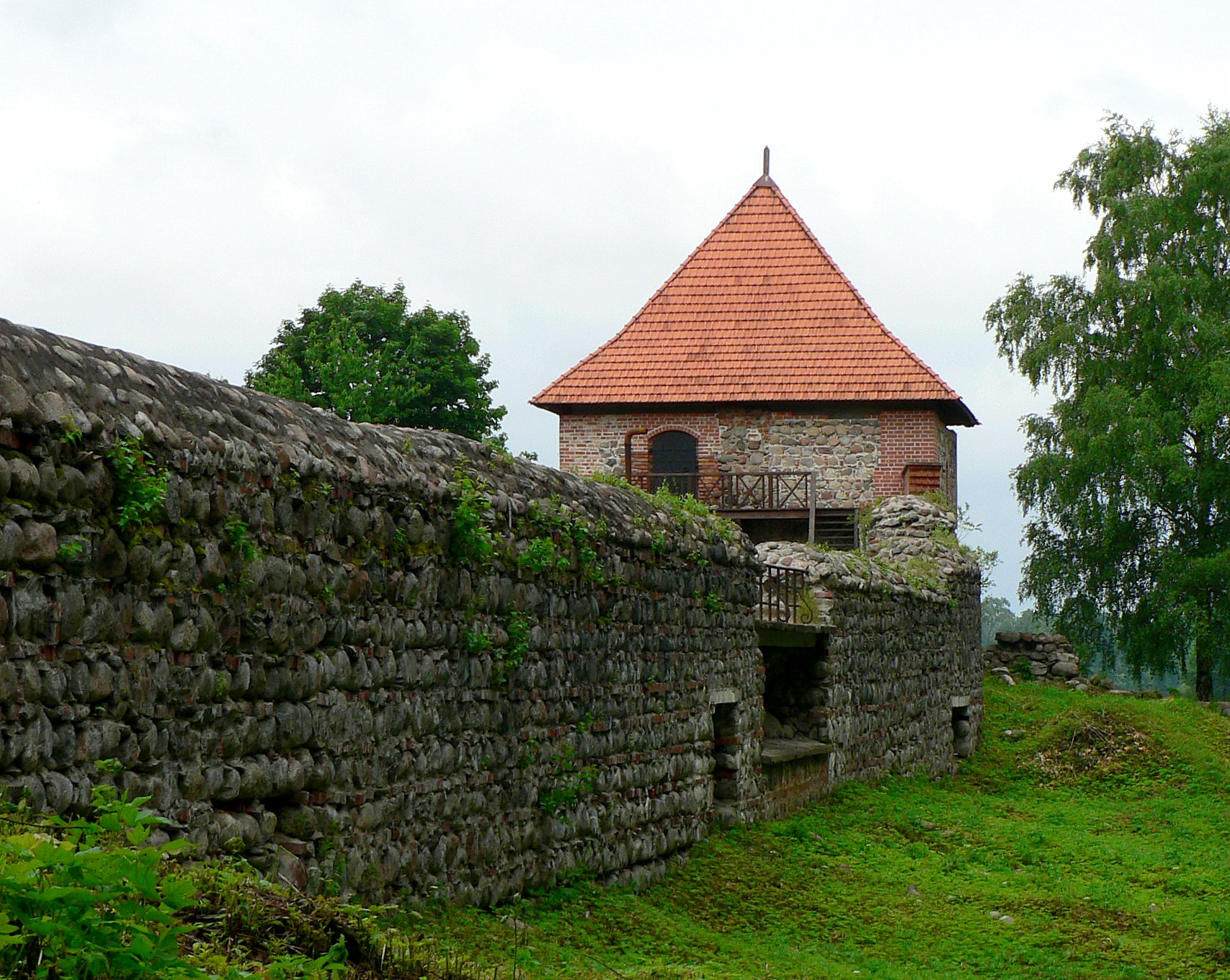
古老的特拉凱半島城堡

科斯圖提斯公爵把主城從舊特拉凱遷移到現址。新址得到密集的建設。格爾夫湖與盧卡湖之間多建了一座城堡，稱為「半島城堡」，又有另一座城堡建造在格爾夫湖區中，稱為「島上城堡」（即現在所說的特拉凱城堡）。城堡外圍發展出一條村。特拉凱的周邊地區得到包括舊特拉凱城堡在內的一系列丘堡掩護，免受條頓騎士團攻擊。但是，這兩座城堡仍然屢屢被條頓騎士團成功掠奪。
這城是大公雅蓋沃與叔叔科斯圖提斯公爵鬥爭的中心。1382年，雅蓋沃軍隊與科斯圖提斯軍隊集結於特拉凱附近，雅蓋沃用計贏了科斯圖提斯並將他囚禁於克雷瓦（今白俄羅斯境內）。幾週後，科斯圖提斯在囚中死去，雅蓋沃就把城堡交給自己的兄弟斯科蓋拉，後者後來成為了立陶宛大部的總督。不過，斯科蓋拉的統治自1383年起一度被科斯圖提斯公爵之子維陶塔斯和條頓騎士團的聯軍中斷，他們控制了這個城鎮，直到1392年已經成為波蘭國王的雅蓋沃大公與維陶塔斯締約，雅蓋沃放棄大公一職，讓給維陶塔斯（是為維陶塔斯大帝），擾攘才告一段落。維陶塔斯既成為了立陶宛大公，又收復了父親的土地，不過技術上雅蓋沃仍然在維陶塔斯之上。雖然維爾紐斯是國家的正式首都，但維陶塔斯在位年間多數時間是在特拉凱度過。十五世紀初，他把特拉凱城堡這個老舊的木造堡壘重建為一座石堡。重建的一些設計元素借鑒了條頓騎士團的城堡，因為維陶塔斯在早年與雅蓋沃鬥爭期間曾與條頓人生活以達成聯盟。
特拉凱成為了大公國的政治及行政中心，可說是「實際上」的立陶宛首都。後來這裡落成了一些磚造城堡和一座大教堂。1409年，按城鎮法授予特拉凱城市地位，這是第一批立陶宛城市取得城市權。這個村落迅速演變成市鎮。1413年，這裡成了特拉凱省首府，是行政和商業的重鎮。

### 衰落和重建

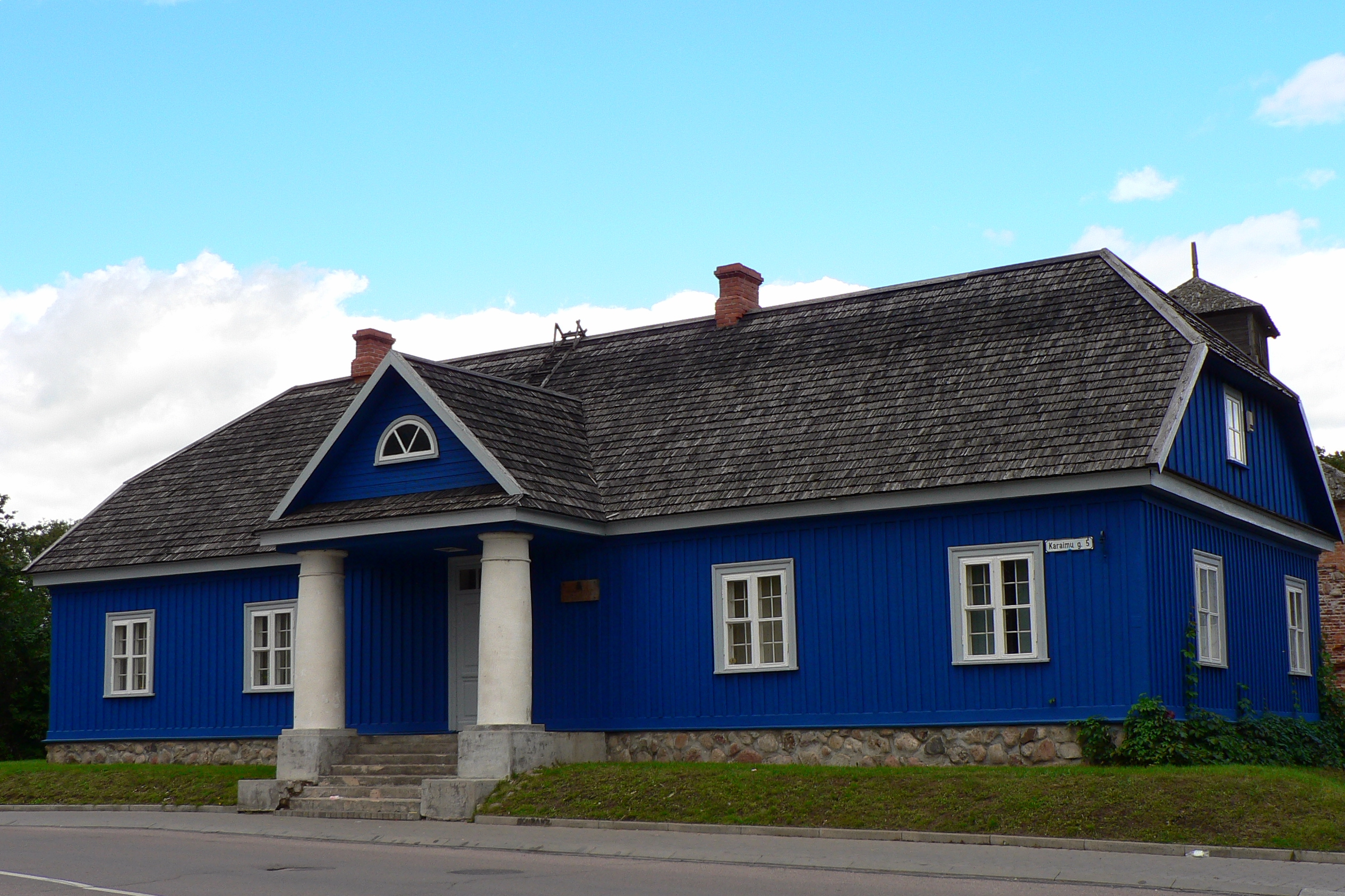
舊郵政局大樓

隨著立陶宛大公國與波蘭王國合併成波蘭立陶宛，雖然眾城堡仍然是王室財產，但是特拉凱的地位還是每況愈下，被附近的維爾紐斯和聯邦的政治中心克拉科夫蓋過。儘管如此，特拉凱仍然充當地方議會（Sejmik）的所在地。1477年，國王卡齊米日四世在特拉凱島上城堡接見了威尼斯信使。之後特拉凱城堡被用作豪華的監獄，用來關押政治囚戎。齊格蒙特一世曾用此囚禁Goštautai家族，因為懷疑他們勾結了米哈伊爾·格林斯基。國王亞歷山大的遺孀海倫娜也曾經囚禁在這裡，以防她出走到莫斯科大公國。國王齊格蒙特一世在位期間，特拉凱城堡得到修葺，給他在夏天居住；不過他死後，城堡就日久失修。
1654年至1667年的俄波戰爭，這裡遭到洗劫和焚毀。因為與沙俄交戰帶來的惡果，1655年兩座城堡都被拆卸，而城鎮的輝煌就一去不復返。城堡遺跡成為了歷史的烙印。大北方戰爭（1700年–1721年）期間，饑荒與瘟疫席捲全國，特拉凱又遇劫。
1795年的一波瓜分波蘭後，特拉凱併入了俄羅斯帝國。第一次世界大戰之後，當地成為了復國的波蘭共和國一部分。1929年，波蘭政府下令重建和修復特拉凱島上城堡。到了1939年，上堡近乎修復完畢，但卻適逢德蘇入侵，落入蘇聯手中，然後隨着巴巴羅薩行動又落到納粹德國手上。1944年，該城被波蘭地下的救國軍和蘇聯遊擊隊解放。第二次世界大戰之後，蘇聯吞併了這裡，隸屬於立陶宛蘇維埃社會主義共和國，接著城中以及區域內的波蘭人居民離開了並轉往波蘭人民共和國「收復的領土」。
1961年，上堡復修和高塔的工程完成了，但復修工作因赫魯曉夫在1960年12月21日的一番話而停了。他揚言道，重建該城堡代表着立陶宛歌頌舊時的封建過去。下堡的復修要到了1980年代才繼續進行，並在蘇聯解體後的九十年代初，立陶宛政府才完成工程。今天，島上城堡（特拉凱城堡）用作主要旅遊景點，又用作舉辦文化活動，例如歌劇和演唱會。

## 友好城市
特拉凱的姊妹城市包括：
- 以色列阿卡
- 土耳其阿拉尼亚
- 義大利阿沃拉
- 波蘭吉日茨科
- 乌克兰伊万诺-弗兰科夫斯克
- 波蘭科沙林
- 白俄羅斯利達
- 乌克兰盧茨克
- 波蘭马尔堡
- 格鲁吉亚姆茨赫塔
- 波蘭新松奇
- 白俄羅斯波洛茨克
- 哈薩克
- 德国賴訥
- 德国舍訥貝克

## 外部連結
- 特拉凯区官方网站 （页面存档备份，存于） （立陶宛文）
- Trakai Historical National Park （页面存档备份，存于） （立陶宛文） （英文）